# Anthoine Hubert
Anthoine Gérard Pol Hubert (Lyon, 1996. szeptember 22. – Spa, 2019. augusztus 31.) francia autóversenyző, a 2018-as GP3-szezon bajnoka. 2019-ben egy Formula–2-es futamon életét vesztette.

## Pályafutása

### Gokart
Anthoine Hubert Lyon városában született, gokartos pályafutását pedig tíz éves korában, 2006-ban kezdte. 2010-ben elnyerte a CIK-FIA Gokart Akadémia trófeáját. Korosztályában 2011-ben és 2012-ben is bajnoki harmadik helyezést ért el.

### Formula Renault
2013-ban váltott az együléses nyitott karosszériás versenyekre, ekkor a francia F4-es bajnokságban indult. Első szezonjában bajnoki címet ünnepelhetett, 11 győzelmet és 13 dobogós helyezést gyűjtve.
2014-ben a Formula Renault euroszériában indult a Tech 1 Racing színeiben. Első szezonjában 30 pontot gyűjtött, valamint indult a Formula Renault 2.0 Alps, a  Svájcban, Olaszországban és Ausztriában zajló szériában is hat futamon.
A 2015-ös bajnokságban két futamot is nyert az euroszériában, Silverstone-ban és Le Mansban állhatott a dobogó legfelsőbb fokára. Az összetettben ötödik lett.

### Formula–3 Európa-bajnokság
2016-ban a Formula–3 Európa-bajnokságban állt rajthoz a holland Van Amersfoort Racing színeiben. Első győzelmét a sorozatban a Norisringen szerezte, a bajnokságban nyolcadik lett.

### GP3
2017 óta a GP3-as versenysorozatban áll rajthoz az ART Grand Prix színeiben. Debütáló évében a pontverseny negyedik helyén végzett. 2018-ban két csapattársával, Nyikita Mazepinnel és Callum Ilottal vívott kiélezett küzdelmet a bajnoki trófeáért, amelyet az utolsó versenyen szerzett meg, így Hubert lett az ezt követően átalakuló széria utolsó bajnoka.

### Formula–2
A BWT Arden 2019. január 23-án bejelentette, hogy a francia pilótát szerződtették a 2019-es szezonra. Két versenyt nyert meg az idény során, Monacóban és hazai pályán, Franciaországban.

### Formula–1
2018 májusában a Renault Sport Akadémia tagja lett.

## Halála
2019. augusztus 31-én Spa-Francorchamps-ban, az FIA Formula–2 bajnokság belga nagydíján súlyos balesetet szenvedett, miután a Raidillon kanyar kijáratánál, a Kemmel egyenes előtt nekicsapódott a pályát övező gumifalnak, miközben Giuliano Alesi autóját próbálta kikerülni, majd autója keresztben megállt a versenypálya ideális íve mellett, amibe a nem sokkal mögötte érkező Juan Manuel Correa körülbelül 218 kilométer/órás sebességgel belehajtott. A baleset következtében autója kettétört, sérülései olyan súlyosak voltak, hogy még a versenypályán életét vesztette. Egy nappal később a Formula–1-es belga nagydíj győztese, Charles Leclerc egykori barátjának ajánlotta győzelmét, továbbá a világ különböző autósportos kategóriáiban megjelent a versenygépeken a csillagba zárt 19-es, valamint a "Racing for Anthoine" felirat. 2019. szeptember 10-én, kedden a Párizstól délnyugatra fekvő Chartres-ben helyezték örök nyugalomra. Temetésén részt vett többek között Alain Prost, Jean Todt, Charles Leclerc, Pierre Gasly, Esteban Ocon és George Russell is.

### A vizsgálat
A baleset körülményéről szóló hivatalos közleményt, az FIA 2020 februárjában hozta nyilvánosságra. A szakemberek megállapították, hogy az egész láncreakciószerűen zajlott le, melyet a Tridentes Giuliano Alesi kicsúszása indított el. A francia versenyző a “Raidillon” nevű emelkedő kijáratán ütközött a gumifalnak, amelynek következtében jobb hátsó defektet kapott. A nem sokkal mögötte érkező Hubert és Ralph Boschung a kipördülő autót próbálta elkerülni, majd összeakadtak és Hubert autójáról közel 262 kilométer/órás sebességnél levált az első vezetőszárny és így csapódott a másik oldalon lévő gumifalnak, majd az ideális ív mellé sodródott vissza. A veszélyre felhívó sárga zászlós jelzést 1,8 másodperccel Alesi kisodródását követően mutatták fel, de már 1,5 másodperc alatt a leeső első szárny Juan Manuel Correa kocsija alá szorult, így az ő versenygépének az eleje, valamint az első felfüggesztése is megsérült és az autó jobbra húzott, aminek következtében csapódott Hubert autójának 1,6 szekundummal később. A telemetriai adatok szerint megállapították, hogy az ecuadori-amerikai pilóta az ütközés pillanatában 218 kilométer/ órás sebességgel haladt és körülbelül 86 fokos szögben találta el az a pályán álló BWT Arden oldalát, ezzel Hubertet közel 82G-s erőhatás érte, míg Correát 65G.  A tragédia bekövetkezéséhez összesen 14,6 másodpercre volt szükség. 12 másodperccel Alesi ütközését követően indult a helyszínre az orvosi stáb, Hubert állapotát pedig 54 másodperccel a piros zászló után felmérték, de már nem lehetett segíteni rajta, olyan súlyos sérüléseket szenvedett, majd 69 másodpercnél Correát is megvizsgálták. A kiszabadító csapat a baleset bekövetkeztétől számított két percen belül érkezett a helyszínre. Hivatalosan közölték, hogy a pálya versenyzésre alkalmas állapotban volt, valamint a beavatkozó csapat is az előírásoknak megfelelően, teljesen szabályosan és rendben járt el, továbbá leszögezték, hogy sem Giuliano Alesi, Anthoine Hubert, Ralph Boschung és Juan Manuel Correa, tehát az érintett versenyzők közül nem vonható senki sem felelősségre a szörnyűség bekövetkezéséért.
A hivatalos és teljes jelentés az Nemzetközi Automobil Szövetség (FIA) honlapján angolul és franciául itt megtekinthető.

### Emlékezete
2019 decemberében a széria év végi gáláján létrehozták az Anthoine Hubert-díjat, amelyet 2019-től minden évben a sorozat legjobb újoncának adnak át. Első alkalommal ezt az elismerést, melyet a pilóta testvére, Victhor Hubert adott át, a kínai Csou Kuan-jü kapta. A 2020-as bajnokság előzetes nevezési listája kiadásakor a Nemzetközi Automobil Szövetség bejelentette, hogy visszavonultatták Hubert #19-es rajtszámát, melyet az újonc évében használt.
2020. augusztus 27-én az FIA Formula–2 bajnokság vezetősége hivatalos közleményben tudatta, hogy egy évvel a tragédiát követően, a 2020-as belga hétvégén a Formula–1-es nagydíj, továbbá a Formula–2-es és Formula–3-as főversenyek rajtja előtt egy 1 perces gyászszünettel indultak útjaikra a futamok. Emellett pedig minden autón feltüntették az "AH" monogramot és a csillagban lévő 19-es rajtszámot is.

## Eredményei

### Karrier összefoglaló
| Szezon    | Bajnokság                       | Csapat                | Verseny | Győzelem | Pole | Leggyorsabb kör | Dobogós helyezés | Pont | Helyezés |
| --------- | ------------------------------- | --------------------- | ------- | -------- | ---- | --------------- | ---------------- | ---- | -------- |
| 2013      | Francia Formula–4-es bajnokság  | Autosport Academy     | 21      | 11       | 10   | 8               | 13               | 365  | 1.       |
| 2014      | Formula Renault 2.0 Európa-kupa | Tech 1 Racing         | 14      | 0        | 0    | 0               | 0                | 30   | 15.      |
| 2014      | Formula Renault 2.0 Alps        | Tech 1 Racing         | 6       | 0        | 0    | 0               | 0                | —    | HN‡      |
| 2015      | Formula Renault 2.0 Európa-kupa | Tech 1 Racing         | 17      | 2        | 2    | 2               | 7                | 172  | 5.       |
| 2015      | Formula Renault 2.0 Alps        | Tech 1 Racing         | 6       | 4        | 4    | 3               | 6                | —    | HN‡      |
| 2016      | Formula–3 Európa-bajnokság      | Van Amersfoort Racing | 30      | 1        | 1    | 1               | 3                | 160  | 8.       |
| 2016      | Masters of Formula–3            | Van Amersfoort Racing | 1       | 0        | 0    | 0               | 0                | —    | 7.       |
| 2016      | Makaói nagydíj                  | Van Amersfoort Racing | 1       | 0        | 0    | 0               | 0                | —    | 13.      |
| 2017      | GP3                             | ART Grand Prix        | 15      | 0        | 0    | 4               | 4                | 123  | 4.       |
| 2018      | GP3                             | ART Grand Prix        | 18      | 2        | 2    | 4               | 11               | 214  | 1.       |
| 2019      | Formula–2                       | BWT Arden             | 16      | 2        | 0    | 0               | 2                | 77   | 10.      |
| Összesen: | Összesen:                       | Összesen:             | 145     | 22       | 19   | 22              | 46               | 1141 | —        |

* A szezon jelenleg is zajlik.
‡ Mivel vendégpilóta volt, ezért nem részesült bajnoki pontokban.

### Teljes Formula–3 Európa-bajnokság eredménysorozata
(Táblázat értelmezése)

(Félkövér: pole-pozícióból indult; dőlt: leggyorsabb kört futott) 

| Év   | Csapat                | 1        | 2       | 3       | 4        | 5        | 6        | 7        | 8       | 9        | 10       | 11       | 12       | 13      | 14      | 15      | 16      | 17      | 18       | 19       | 20      | 21      | 22       | 23      | 24      | 25      | 26      | 27      | 28       | 29      | 30       | Helyezés | Pont |
| ---- | --------------------- | -------- | ------- | ------- | -------- | -------- | -------- | -------- | ------- | -------- | -------- | -------- | -------- | ------- | ------- | ------- | ------- | ------- | -------- | -------- | ------- | ------- | -------- | ------- | ------- | ------- | ------- | ------- | -------- | ------- | -------- | -------- | ---- |
| 2016 | Van Amersfoort Racing | LEC 1 17 | LEC 2 8 | LEC 3 6 | HUN 1 Ki | HUN 2 13 | HUN 3 14 | PAU 1 12 | PAU 2 7 | PAU 3 12 | RBR 1 16 | RBR 2 10 | RBR 3 16 | NOR 1 8 | NOR 2 1 | NOR 3 2 | ZAN 1 9 | ZAN 2 4 | ZAN 3 10 | SPA 1 Ki | SPA 2 4 | SPA 3 2 | NÜR 1 10 | NÜR 2 5 | NÜR 3 9 | IMO 1 5 | IMO 2 6 | IMO 3 6 | HOC 1 10 | HOC 2 7 | HOC 3 10 | 8.       | 160  |

### Teljes GP3-as eredménysorozata
(Táblázat értelmezése)

(Félkövér: pole-pozícióból indult; dőlt: leggyorsabb kört futott) 

| Év   | Csapat         | 1         | 2         | 3         | 4         | 5          | 6         | 7         | 8         | 9          | 10        | 11        | 12        | 13        | 14          | 15         | 16        | 17        | 18         | Helyezés | Pont |
| ---- | -------------- | --------- | --------- | --------- | --------- | ---------- | --------- | --------- | --------- | ---------- | --------- | --------- | --------- | --------- | ----------- | ---------- | --------- | --------- | ---------- | -------- | ---- |
| 2017 | ART Grand Prix | ESP FEA 5 | ESP SPR 4 | AUT FEA 4 | AUT SPR 7 | GBR FEA 2  | GBR SPR 8 | HUN FEA 3 | HUN SPR 5 | BEL FEA Ki | BEL SPR 7 | ITA FEA 3 | ITA SPR T | JER FEA 5 | JER SPR 3   | UAE FEA 11 | UAE SPR 5 |           |            | 4.       | 123  |
| 2018 | ART Grand Prix | ESP FEA 2 | ESP SPR 2 | FRA FEA 1 | FRA SPR 7 | AUT FEA 17 | AUT SPR 9 | GBR FEA 1 | GBR SPR 4 | HUN FEA 3  | HUN SPR 3 | BEL FEA 3 | BEL SPR 2 | ITA FEA 2 | ITA SPR Kiz | RUS FEA 3  | RUS SPR 4 | UAE FEA 3 | UAE SPR Ki | 1.       | 199  |

### Teljes FIA Formula–2-es eredménysorozata
(Táblázat értelmezése)

(Félkövér: pole-pozícióból indult; dőlt: leggyorsabb kört futott) 

| Év   | Csapat    | 1         | 2         | 3          | 4          | 5         | 6         | 7         | 8         | 9         | 10        | 11        | 12         | 13         | 14         | 15         | 16         | 17        | 18        | 19      | 20      | 21      | 22      | 23      | 24      | Helyezés | Pont |
| ---- | --------- | --------- | --------- | ---------- | ---------- | --------- | --------- | --------- | --------- | --------- | --------- | --------- | ---------- | ---------- | ---------- | ---------- | ---------- | --------- | --------- | ------- | ------- | ------- | ------- | ------- | ------- | -------- | ---- |
| 2019 | BWT Arden | BHR FEA 4 | BHR SPR 9 | AZE FEA 10 | AZE SPR 11 | ESP FEA 6 | ESP SPR 5 | MON FEA 8 | MON SPR 1 | FRA FEA 8 | FRA SPR 1 | AUT FEA 4 | AUT SPR 17 | GBR FEA 18 | GBR SPR 11 | HUN FEA 11 | HUN SPR 11 | BEL FEA T | BEL SPR T | ITA FEA | ITA SPR | RUS FEA | RUS SPR | UAE FEA | UAE FEA | 10.      | 77   |

† A versenyt nem fejezte be, de helyezését értékelték, mert teljesítette a futam több, mint 90%-át.